# اس‌اس انکریا
اس‌اس انکریا (به انگلیسی: SS Anakriya) یک کشتی بود که طول آن ۲۱۷ فوت ۱ اینچ (۶۶٫۱۷ متر) بود. این کشتی در سال ۱۹۲۵ ساخته شد.